# Anisopodus cognatus
Anisopodus cognatus är en skalbaggsart som beskrevs av Bates 1863. Anisopodus cognatus ingår i släktet Anisopodus och familjen långhorningar. Inga underarter finns listade i Catalogue of Life.